# Shadows in the Light
Shadows in the Light – siódmy album studyjny amerykańskiej deathmetalowej grupy Immolation, który ukazał się w Europie 8 maja 2007 roku nakładem Listenable, zaś w Stanach Zjednoczonych nakładem Century Media. 
Do utworu "World Agony" zrealizowano teledysk.
W lipcu 2007 roku włoska wytwórnia Night of the Vinyl Dead wydała limitowaną edycję Shadows in the Light na płycie gramofonowej. Ukazały się jedynie 444 ręcznie numerowane egzemplarze.

## Lista utworów
1. "Hate's Plague" (Immolation) – 2:50
2. "Passion Kill" (Immolation) – 3:41
3. "World Agony" (Immolation) – 3:56
4. "Tarnished" (Immolation) – 3:36
5. "The Weight of Devotion" (Immolation) – 4:21
6. "Breathing the Dark" (Immolation) – 4:00
7. "Deliverer of Evil" (Immolation) – 3:45
8. "Shadows in the Light" (Immolation) – 3:44
9. "Lying With Demons" (Immolation) – 4:33
10. "Whispering Death" (Immolation) – 6:04

## Twórcy
- Ross Dolan – śpiew, gitara basowa
- Bill Taylor – gitara
- Robert Vigna – gitara
- Steve Shalaty – perkusja

## Wydania
Opracowano na podstawie materiału źródłowego.
| Rok wydania | Format | Numer katalogowy | Wytwórnia               |
| ----------- | ------ | ---------------- | ----------------------- |
| 2007        | CD     | POSH 095         | Listenable Records      |
| 2007        | CD     | 8361-2           | Century Media Records   |
| 2007        | LP     | NIGHT 019        | Night of the Vinyl Dead |